# Guiraude de Gironde
Guiraude de Gironde est une dame noble gasconne. Héritière de la seigneurie de Gironde, son mariage en 1319 avec Bérard Ier de Vayres permet à la famille d'Albret de mettre la main sur cette seigneurie. Elle a huit enfants de son mari.

## Biographie

### Héritière
Guiraude de Gironde est la troisième des filles d'Arnaud de Gironde et de Talèse de Caumont. Arnaud de Gironde est mort à la fin de l'année 1310, laissant de sa femme Talèse de Caumont quatre filles : Isabelle, Indie, Guiraude et Marguerite de Gironde, toutes quatre âgées de moins de douze ans.
Guiraude épouse le 2 février 1319 Bérard Ier de Vayres, fils d'Amanieu VII d'Albret. Ce mariage est l'étape finale de la politique d'acquisition de la seigneurie de Gironde menée par Amanieu VII, qui a acquis une hypothèque sur toute la seigneurie de Gironde et a déjà marié en 1311 son fils aîné, Bernard Ezi V d'Albret, à la première héritière de cette seigneurie, Isabelle de Gironde, sœur de Guiraude, tout en se faisant accorder la garde des autres sœurs. Après les morts sans enfant d'Isabelle et de la seconde sœur, Indie, Guiraude se retrouve être l'héritière de la seigneurie de Gironde et son mariage en 1319 avec Bérard Ier de Vayres assure la captation de cette seigneurie par les Albret. La dernière des sœurs, Marguerite, est probablement morte jeune puisqu'elle n'est plus citée après 1319.
Le 5 janvier 1336, Bérard Ier de Vayres autorise Guiraude à administrer ou à vendre sa terre de Gironde en son absence. Cet acte n'est passé au nom des droits de Guiraude sur son héritage paternel. Il s'agit bien d'une libéralité de la part de Bérard, parce que la seigneurie de Gironde est depuis 1311 entièrement hypothéquée et sous la domination des Albret. Il complète cet acte par une procuration générale le 2 mai 1341. De fait, Guiraude passe des actes concernant la seigneurie de Gironde entre 1320 et 1337, et d'autres au nom de son mari et en son absence en 1339 et en 1340.

### Mère de famille
Guiraude de Gironde et Bérard Ier de Vayres ont huit enfants, cinq garçons et trois filles, au rythme d'environ un tous les trois ans :
- Bérard II, seigneur de Vayres[4] Rions et Puynormand[12], qui épouse le 14 août 1345 Brunissende de Grailly fille de Pierre II de Grailly vicomte de Benauges et de Castillon[13], mort en 1374 sans descendance, âgé au plus de 55 ans[4] ;
- Amanieu, seigneur de Vertheuil et de Sémignan[4], qui épouse le 11 août 1345 Mabille, fille unique et héritière de Bernard IV d'Escossan seigneur de Langoiran et de Miramonde Cailhau, dame de Podensac, et devient ainsi seigneur de Langoiran et de Podensac[14], fondateur de la branche des Albret de Langoiran, mort en 1363 âgé d'environ 40 ans[4] ;
- Arnaud, seigneur de Cubzac[4] et de Marcamps[12], époux de Marguerite de Lescun, teste le 12 septembre 1362, mort à environ 35 ou 40 ans[4] ;
- Bernadet, cité en 1346[4] ;
- Renaud, cité en 1342[4] ;
- Rose, aînée des filles en 1346, épouse de Bertrand Jourdain, seigneur de Launac[15] ;
- Talèse, seconde fille en 1346, épouse le 15 mars 1363 Barthélemy de Piis, seigneur de Calignac[15] ;
- Marguerite, dernière des filles en 1346, épouse avant le 8 octobre 1365 Raimond de Montaut, seigneur de Mussidan[15].